# Zbiór otwarto-domknięty

Przykłady zbiorów otwarto-domkniętych: (1) każdy z trzech dużych grafów, (2) suma dowolnych dwóch grafów oraz (3) suma wszystkich trzech grafów.

Zbiór otwarto-domknięty – podzbiór przestrzeni topologicznej, który jest jednocześnie zbiorem otwartym i domkniętym.

## Przykłady
- W każdej przestrzeni topologicznej {\displaystyle X,} zbiór pusty oraz cała przestrzeń {\displaystyle X} są zbiorami otwarto-domkniętymi.
- Niech przestrzeń {\displaystyle X=[0,1]\cup [2,3]} będzie wyposażona w topologię podprzestrzeni dziedziczoną z prostej rzeczywistej. Wówczas, przestrzeń {\displaystyle X} ma następujące podzbiory otwarto-domknięte: zbiór pusty, {\displaystyle X,[0,1],[2,3].}
- Rozważmy przestrzeń topologiczną zbioru {\displaystyle \mathbb {Q} } liczb wymiernych z topologią podprzestrzeni dziedziczoną z prostej rzeczywistej. Wówczas, zbiór {\displaystyle A=\{r\in \mathbb {Q} :r^{2}<2\}} jest otwarto-domkniętym podzbiorem {\displaystyle \mathbb {Q} .} Ogólniej, jeśli {\displaystyle I} jest przedziałem liczb rzeczywistych o różnych końcach niewymiernych, to {\displaystyle I\cap \mathbb {Q} } jest otwarto-domkniętym podzbiorem {\displaystyle \mathbb {Q} } (mimo iż zbiór ten nie jest ani otwarty ani domknięty na prostej {\displaystyle \mathbb {R} }).
- Jeśli {\displaystyle J\subseteq \mathbb {R} } jest przedziałem o różnych końcach wymiernych, to {\displaystyle J\setminus \mathbb {Q} } jest otwarto-domkniętym podzbiorem przestrzeni liczb niewymiernych {\displaystyle \mathbb {R} \setminus \mathbb {Q} } (ale ten zbiór nie jest ani otwarty ani domknięty w {\displaystyle \mathbb {R} }).

## Własności
- Przestrzeń topologiczna {\displaystyle X} jest spójna wtedy i tylko wtedy, gdy jedynymi zbiorami otwarto-domkniętymi w {\displaystyle X} są zbiór pusty oraz cała przestrzeń {\displaystyle X.}
- Zbiór jest otwarto-domknięty wtedy i tylko wtedy, gdy jego brzeg jest zbiorem pustym.
- Przestrzeń topologiczna jest dyskretna wtedy i tylko wtedy, gdy wszystkie jej podzbiory są otwarto-domknięte.
- Rodzina {\displaystyle \mathrm {Clop} (X)} wszystkich otwarto-domkniętych podzbiorów przestrzeni {\displaystyle X} tworzy ciało podzbiorów tej przestrzeni. W szczególności, struktura {\displaystyle (\mathrm {Clop} (X),\cup ,\cap ,{}',\varnothing ,X)} jest algebrą Boole’a.
- Twierdzenie Stone’a o reprezentacji algebr Boole’a mówi, że każda algebra Boole’a jest izomorficzna z ciałem otwarto-domkniętych podzbiorów pewnej przestrzeni topologicznej.